# Monica Trinca Colonel
Trinca Colonel Monica (Grosotto, 21 maggio 1999) è una ciclista su strada italiana, che corre per il Liv AlUla Jayco.

## Carriera
Nativa di Grosotto, in Lombardia, è stata una ciclista di successo da junior, ma ha abbandonato il ciclismo all'età di 15 anni. Dopo anni senza gareggiare, è tornata alle gare amatoriali nel 2023 mentre lavorava a tempo pieno come optometrista. Nel 2024 ha corso con BePink-Bongioanni, prima di firmare con il team Liv AlUla Jayco, raggiungendo il livello del UCI Women's World Tour dopo meno di un anno da professionista. Alla sua gara di debutto con la sua nuova squadra, l'UAE Tour femminile, Trinca Colonel si è classificata quarta nella classifica generale.

## Palmarès

### Strada
- 2024 (BePink-Bongioanni)

Coppa Città di San Daniele Rosa

### Altri successi
- 2024 (BePink-Bongioanni)

Campionati italiani, Cronosquadre

## Piazzamenti

### Grandi Giri
- Giro d'Italia

2024: 26ª
2025: ritirata (8ª tappa)
- Tour de France
  - 2025: ritirata (5ª tappa)

- La Vuelta Femenina
- 2024: 26ª
- 2025: 7ª

### Classiche Monumento
- Trofeo Alfredo Binda

2024: ritirata
2025: 8ª
- Sanremo Women

2025: ritirata
- Freccia Vallone

2025: 22ª
- Liegi-Bastogne-Liegi

2025: 8ª